# アトム (飲食業)
株式会社アトム（英:Atom Corporation）は、神奈川県横浜市西区に本社をおく、回転寿司チェーンなどの飲食店やカラオケボックスを多角経営する企業で、コロワイドの傘下である。主要基盤は、中部地方・北関東・東北地方である。東証スタンダード市場TOP20の構成銘柄の一つ。

## 概要
1972年（昭和47年）に福井県福井市にて寿司店として創業、後に回転寿司の分野に進出し「アトムボーイ」の商号で店舗展開を行う。2005年にコロワイドの傘下に入り、東海地区における事業子会社としての位置づけが生まれる。
「アトムボーイ」の商号の使用に当たっては、日本テレビ音楽との間で鉄腕アトムのキャラクター使用許諾契約を結んでおり、1980年（昭和55年）に京都府京都市右京区に本社がある株式会社アトム（旧社名・株式会社河長、1981年（昭和56年）に改名）との共同出資で使用許諾契約管理会社として京都府京都市上京区に株式会社アトムボーイを設立した関係で、「名古屋のアトムが運営する『アトムボーイ』」と「京都のアトムが運営する『アトムボーイ』」が両存する状態となっていた。1995年（平成7年）に京都のアトムが「株式会社フーズネット」に改名し、フーズネットがアトムボーイへの出資を引き上げ、フーズネットは後にサトレストランシステムズ傘下入り。
一方、同じコロワイドグループ傘下で、1973年（昭和48年）創業の東北地方のカラオケボックス・居酒屋運営会社「アムゼ」と1975年創業の北関東地方のステーキレストラン運営会社「宮」の2社を発祥とするジクトを2009年（平成21年）3月26日付で吸収合併しており、合併時には従来の事業を「株式会社アトム アトムカンパニー」の事業とし、ジクトから継承した事業を「株式会社アトム ジクトカンパニー」として、社内カンパニー制を敷き、旧「アトム」本社の名古屋市と旧「ジクト」本社の宇都宮市の2本社体制とした。また両カンパニーに社長ポストを設け、本体の社長と副社長をそれぞれ兼任させた。その後2011年（平成23年）4月1日付で、代表取締役副社長兼ジクトカンパニー社長の小澤俊治（旧アムゼ社長→旧ジクト副社長→旧ジクト社長）がアトム本体の社長に昇格し、従来の植田社長が非常勤の取締役に退いた。また、社長交代に併せてカンパニー制を廃止し、ジクトカンパニー本社を宇都宮支店に格下げし、東北支社を東北営業本部に改組した。
「アトムボーイ」は1980年代から1990年代に東海エリアで店舗展開しており、最盛期で300店舗近くを展開していたが、2000年代以降チェーンの消息が掴めず、絶滅状態となった。ただ2024年時点でも福井県に「海鮮アトム」という「アトムボーイ」にルーツのある店舗は残存しているとのこと。
現在はコロワイドグループの居酒屋・飲食店のうち、東北・北関東・東海・北陸地区の店舗運営を担当している。中部地方から離れた東北・北関東地区の店舗運営を担当しているのは上記の経緯によるものである。

## 沿革
- 1965年（昭和40年）4月 - 徳兵衛寿司として創業[5]。
- 1972年（昭和47年）1月 - 福井県福井市開発にて資本金200万円の株式会社徳兵衛寿司を設立[5]。
- 1977年（昭和52年）
  - 8月 - 本店を福井市大宮へ移転。
  - 10月 - 株式会社元禄寿司に商号を変更[5]。
- 1980年（昭和55年）
  - 7月 - 京都府京都市上京区に株式会社アトムボーイを設立。
  - 10月 - 商号を株式会社アトムに変更。
- 1986年（昭和61年）
  - 7月 - 本部事務所を愛知県名古屋市名東区社台に移転[5]。
  - 10月 - 和風ファミリーレストラン越前屋徳兵衛第1号店を愛知県愛知郡長久手町（現在の長久手市）作田に開店。
- 1990年（平成2年）
  - 4月 - 本格的松阪牛ステーキレストランステーキの門田奈第1号店を愛知県江南市に開店。
  - 10月 - カニ料理専門店蟹や徳兵衛第1号店を愛知県名古屋市緑区左京山に開店。
- 1991年（平成3年）12月 - 寿司・うどんを扱うえちぜん第1号店を愛知県名古屋市中村区に開店。
- 1992年（平成4年）
  - 11月 - 名古屋本部を名古屋本社に格上げの上、愛知県名古屋市名東区上社に移転[5]。
  - 12月 - 徳兵衛本店第1号店を愛知県名古屋市名東区に開店。
- 1993年（平成5年）12月 - トンカツ専門店勝時（現在はかつ時）第1号店を愛知県江南市に開店。
- 1997年（平成9年）
  - 9月 - 1987年9月設立の株式会社サンフォワードの商号を株式会社すし家族コーポレーションに変更の上、寿司の宅配サービスすし王を展開。
  - 10月 - 価格設定を高めにした廻転寿司アトムボーイ（現在は海鮮アトムボーイ）第1号店を愛知県豊田市に開店し、また、焼肉専門店としてカルビ大将第1号店を福井県福井市に開店。
- 1998年（平成10年）11月 - 名古屋証券取引所市場第二部に上場[5]。
- 1999年（平成11年）
  - 3月 - イタリアンレストランラ・アモーレ第1号店を福井県福井市飯塚に開店。
  - 8月 - 炭火焼肉専門店唐楽家第1号店を東京都八王子市に開店。
- 2000年（平成12年）
  - 1月 - 寿司全品100円の低価格設定の回転寿司回転アトムすしを愛知県小牧市に開店し、株式会社すし家族コーポレーションを株式会社唐楽家に商号変更。
  - 4月 - 和食居酒屋時の国歓喜第1号店を岐阜県高山市に開店。
  - 9月 - 中華料理専門店としてザ・フォーロン第1号店を岐阜県羽島郡岐南町に開店し[要出典]、東京証券取引所市場第二部に上場[5]。
  - 10月 - ラーメン専門店としてらぅめん屋あとむ第1号店を福井県鯖江市に開店。
- 2001年（平成13年）
  - 4月 - 和食の店として歓喜亭を愛知県小牧市に開店。
  - 5月 - らーめん鉄火 炎の龍を愛知県一宮市に開店。
  - 12月 - 朝鮮料理専門店韓の食卓を静岡県沼津市に開店。
- 2002年（平成14年）
  - 6月 - ラーメン専門店としてらぅめんの壺第1号店を石川県河北郡に開店。
  - 8月 - ラーメン専門店として万豚麺を愛知県一宮市に開店。また、高級志向の回転寿司にぎりの徳兵衛第1号店を愛知県東海市に開店。
- 2003年（平成15年）
  - 1月 - すし和食にぎりの徳兵衛を静岡県富士市に開店。
  - 4月 - 株式会社唐楽家を吸収合併。
- 2005年（平成17年）
  - 1月 - 鉄板お好み焼きのどて玉第1号店を愛知県名古屋市緑区に開店。
  - 4月 - 株式会社アトムボーイを吸収合併。
  - 10月 - 株式会社コロワイドの連結子会社となる[5]。名古屋本社を愛知県名古屋市中区栄に移転[5]。
- 2006年（平成18年）
  - 1月 - 1989年（平成元年）12月設立の株式会社アトムライスを吸収合併。
  - 10月 - 株式会社がんこ炎と合併[5]。
- 2009年（平成21年）3月 - 同じくコロワイド傘下の株式会社ジクトを吸収合併[5]。2本社制・カンパニー制を敷き、従来の事業を「アトムカンパニー」（カンパニー本社・愛知県名古屋市）へ、ジクトから継承した事業を「ジクトカンパニー」（カンパニー本社・栃木県宇都宮市）へそれぞれ移行。登記上の本店は、従来どおりアトム本社（アトムカンパニーと同一地）のままとした。
- 2011年（平成23年）
  - 4月 - カンパニー制を廃止。これに伴い、旧ジクトカンパニー本社を宇都宮支店に格下げし、旧ジクトカンパニー東北支社を東北営業本部に改組した。
  - 8月 - 名古屋本社を愛知県名古屋市中区錦に移転[5]。
- 2013年（平成25年）10月 - 株式会社コロワイド東日本が分割型新設分割により設立した株式会社アトム北海道の全株式を取得し、子会社化[6]。アトム北海道の本社は愛知県名古屋市の当社本社と同一地に所在するが、道内の拠点として旧コロワイド北海道の本社を「アトム北海道・事業所」に位置付けた。
- 2017年（平成29年）12月 - 子会社の株式会社宮地ビールを吸収合併[7]。
- 2020年（令和2年）
  - 3月31日 - 子会社の株式会社アトム北海道の全株式を同じコロワイドグループの株式会社レインズインターナショナルに譲渡[8][9]。
  - 8月 - 名古屋本社を愛知県名古屋市千種区に移転[5]。
- 2021年（令和3年）8月31日 - 神奈川県横浜市西区に本社を移転[10]。

## 拠点
本社
- 神奈川県横浜市西区みなとみらい二丁目2番1号 横浜ランドマークタワー12F

名古屋事業所
- 愛知県名古屋市千種区内山三丁目29-10 千種AMビル3階

仙台事業所（当社ジクトカンパニー東北支社←ジクト東北支社←アムゼ本社）
- 宮城県仙台市青葉区中央四丁目6番1号 SS3027階

## ギャラリー

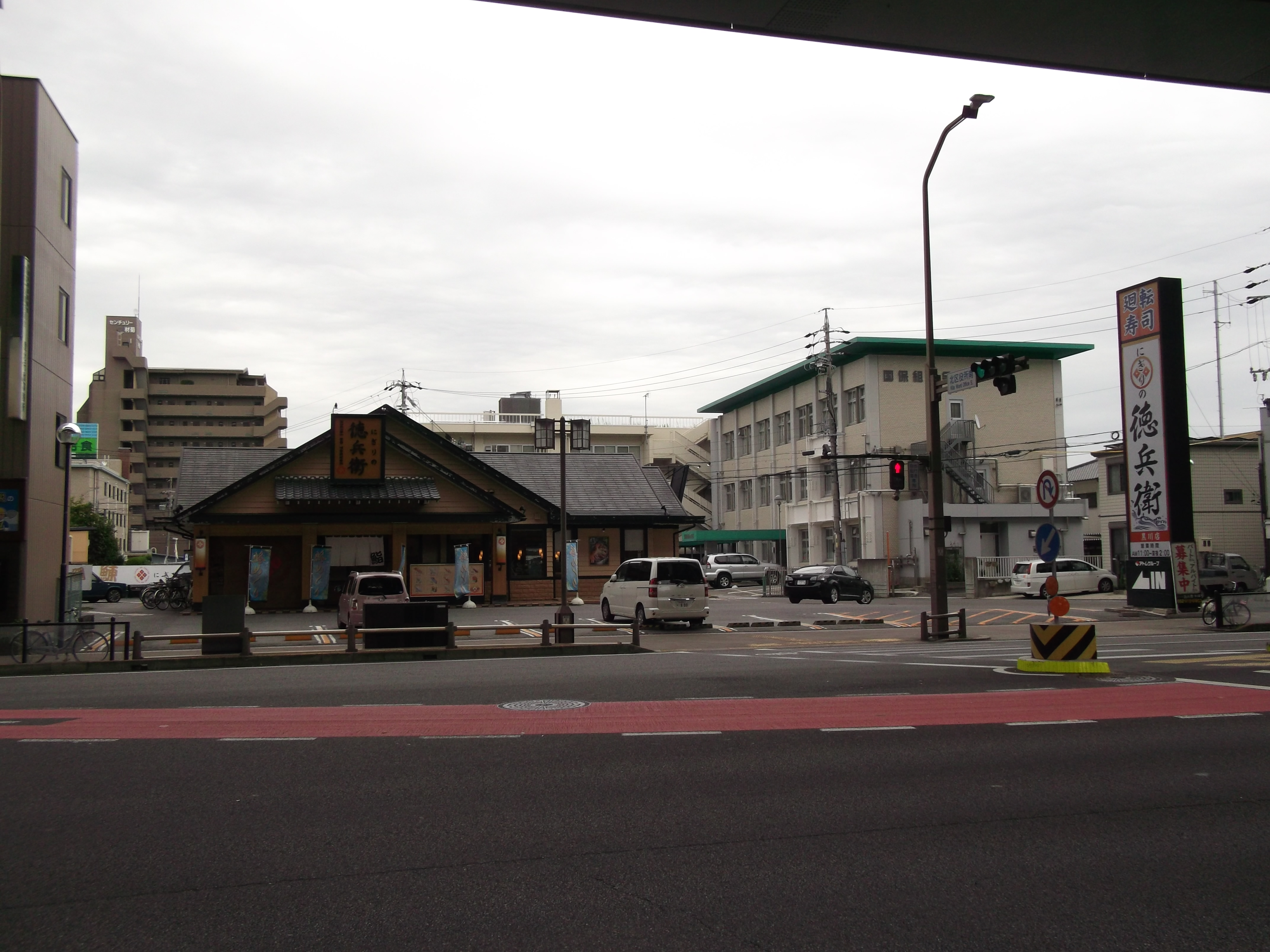
回転寿司にぎりの徳兵衛 黒川店（名古屋市北区、2014年9月）
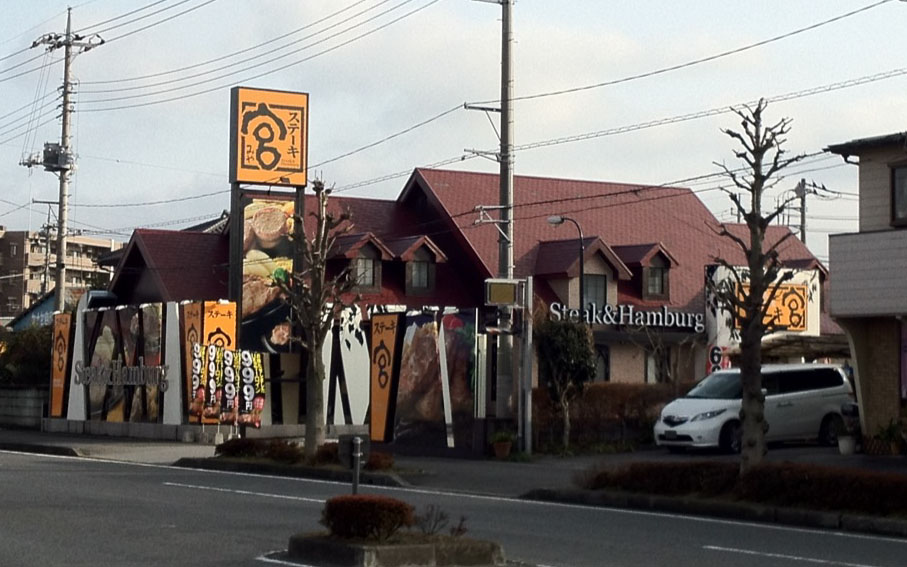
ステーキ宮 簗瀬店（栃木県宇都宮市、2012年3月）
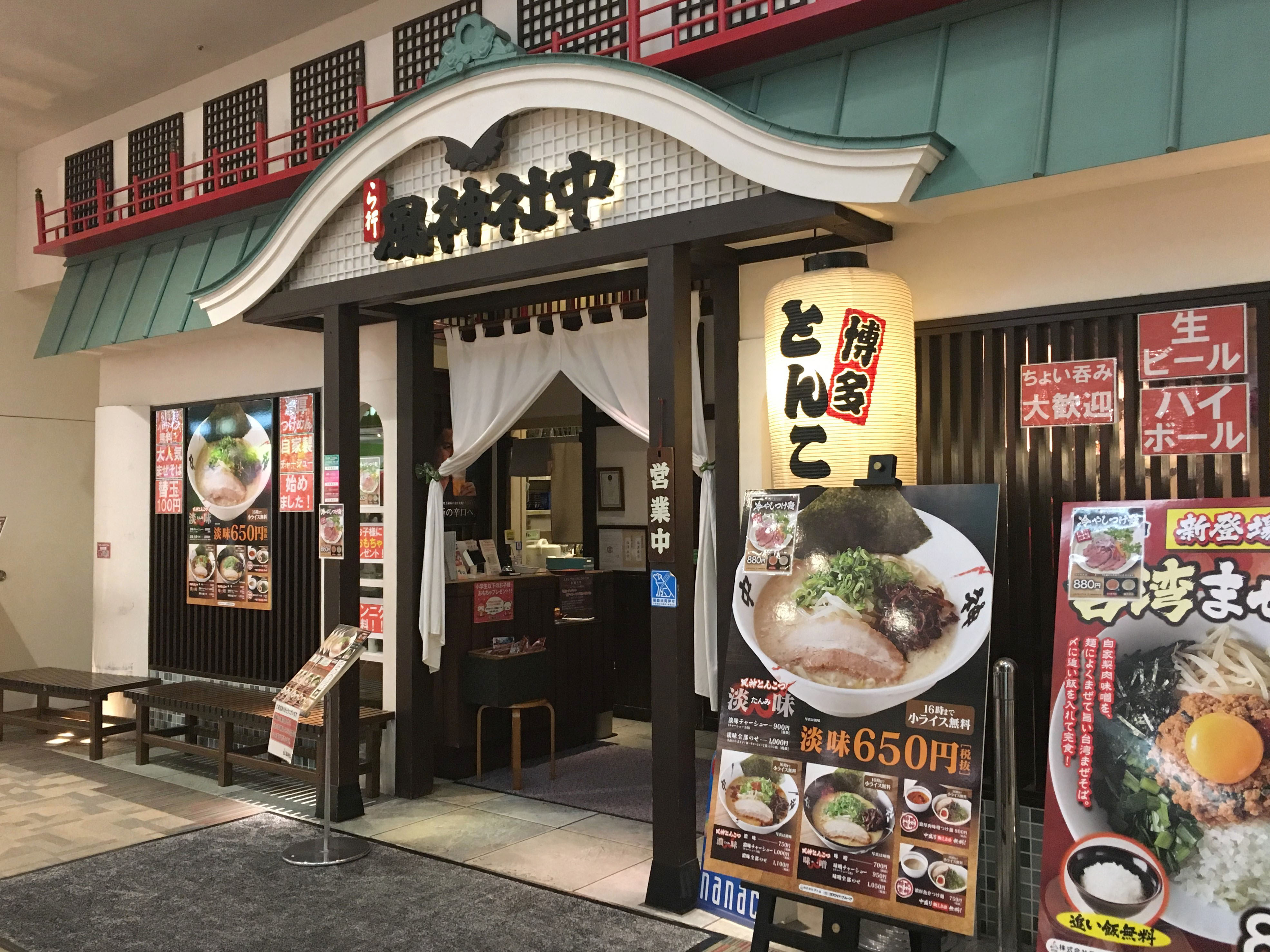
ら行 風神社中 宇都宮ベルモール店（栃木県宇都宮市、2018年7月）
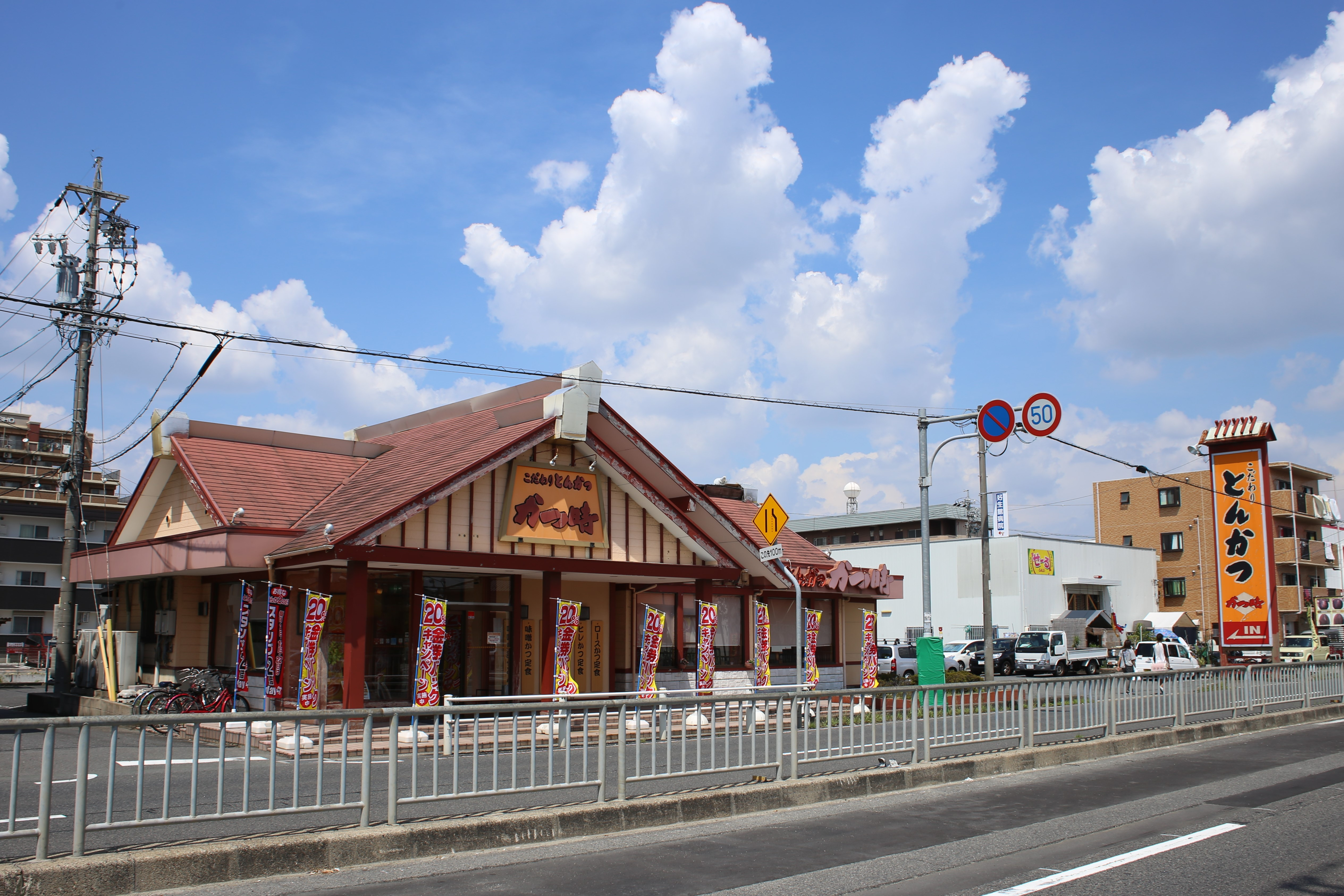
かつ時 甚目寺店（愛知県あま市、2016年8月）